# 豊田村 (埼玉県)
豊田村（とよだむら）は、埼玉県北葛飾郡にあった村。現在の久喜市北部にあたる。1957年（昭和32年）に栗橋町・静村と合併し、改めて栗橋町となり消滅した。

## 地理

### 河川
- 権現堂川
- 大堀排水路
- 大排水路
- 中川
- 島川堀
- 二重堀
- 稲荷木落排水路
- 広島落

湖沼
- 内池
- 雷電池

### 地名（小字）
| 広島村（ひろしまむら） - 亀尻（かめじり） - 沼廻（ぬままはり） - 見立（みたて） - 大沼（おほぬま） | 河原代村（かわらだいむら） - 上分（かみぶん） - 波寄（なみより） - 道下寺沼（みちしたてらぬま） - 上分堀向（かみぶんほりむかひ） - 下分道下（しもぶんみちした） - 狐塚境（きつねづかさかひ） - 下分（しもぶん） - 内沼（うちぬま） - 外沼（そとぬま） - 亀尻（かめじり） | 新井村（あらいむら） - 池田（いけだ） - 道上（みちかみ） - 矢田（やだ） - 寺前（てらまへ） - 宮前（みやまへ） - 宮廻（みやめぐり） - 北堀（きたぼり） - 池上（いけがみ） - 堤外（つつみそと） |

| 狐塚村（きつねづかむら） - 中里境（なかざとさかひ） - 古堀内（ふるほりうち） - 沼廻（ぬままはり） - 新田前（しんでんまへ） - 池田（いけだ） - 中道上（なかみちうへ） - 沼田（ぬまた） - 堤外（つつみそと） | 中里村（なかざとむら） - 大道内（おほみちうち） - 丁張（ちやうはり） - 魚越（うをこし） - 大道下（おほみちした） - 蓮沼（はすぬま） - 小沼（こぬま） - 香取（かとり） - 狐塚裏（きつねづかうら） - 河原巻（かはらまき） | 小右衛門村（こえもんむら） - 五反田（ごたんだ） - 道下（みちした） - 七反張（しちたんばり） - 道上（みちかみ） |

### 隣接していた自治体
（括弧内は現在の自治体）
- 埼玉県
  - 北葛飾郡
    - 栗橋町（久喜市）
    - 幸手町（幸手市）
    - 鷲宮町（久喜市）
    - 静村（久喜市）
- 茨城県
  - 猿島郡
    - 五霞村（五霞町）

## 歴史
- 1889年（明治22年）4月1日 - 町村制施行に伴い、北葛飾郡北広島村・河原代村・北新井村・狐塚村・中里村・小右衛門村が合併し、豊田村（初代）となる。
- 1944年（昭和19年）4月1日 - 栗橋町・静村と合併し、栗橋町が発足。同日豊田村（初代）廃止。
- 1949年（昭和24年）10月1日 - 栗橋町から分立し、豊田村（2代）が発足する。
- 1957年（昭和32年）4月1日 - 栗橋町・静村と合併し、改めて栗橋町が発足。同日豊田村（2代）廃止。